# Micrathena clypeata
Micrathena clypeata är en spindelart som först beskrevs av Charles Athanase Walckenaer 1805.  Micrathena clypeata ingår i släktet Micrathena, och familjen hjulspindlar. Inga underarter finns listade.